# La Chanson de Colombano
La chanson de Colombano (La canzone di Colombano) est un roman policier historique d'Alessandro Perissinotto paru en 2000.

## Résumé
Ippolito Berthe est un jeune juge arrivé dans le village de Chiomonte, dans une haute vallée des Alpes. Le mois d'août brûle l'alpage. Nous sommes en 1533. Quatre cadavres d'une même famille viennent d'être retrouvés dans la montagne non loin de leurs moutons dévorés. « C'est Colombano ! C'est le tailleur de pierres ! », hurle la communauté étrangement sûre d'elle.
L'homme clame son innocence. Il risque le lynchage, la corde ou même le bûcher. Il n'a pas d'autre argument que sa seule bonne foi... Il n'a pas d'autre appui que celui du jeune juge...

## Particularité du roman
Sémiologue et spécialiste du folklore et des traditions alpines, Alessandro Perissinotto tombe lors de ses recherches pour préparer sa thèse de doctorat sur une "chanson bizarre", La chanson de Colombano. En relisant ses notes, près de dix ans après, il décide d'utiliser cette chanson pour écrire un roman policier historique.    
La Chanson de Colombano est roman policier historique dans la droite ligne du Nom de la rose d'Umberto Eco et des Piliers de la terre de Ken Follett.

## Éditions françaises
- Lyon, La Fosse aux ours, 2002  (ISBN 2-912042-45-3)
- Paris, Gallimard, Folio Policier no 336, 2004  (ISBN 2-07-031279-8)